# Haddon Bay
Die Haddon Bay ist eine Bucht unmittelbar östlich des Mount Alexander an der Südküste der westantarktischen Joinville-Insel.
Die Bucht wurde am 8. Januar 1893 von Kapitän Thomas Robertson (1854–1918), Schiffsführer des Walfängers Active bei der Dundee Whaling Expedition (1892–1893), entdeckt. Der Falkland Islands Dependencies Survey nahm 1953 eine geodätische Vermessung vor. Das UK Antarctic Place-Names Committee benannte sie 1956 nach dem britischen Anthropologen und Zoologen Alfred C. Haddon (1855–1940), der an den wissenschaftlichen Vorbereitungen der Scottish National Antarctic Expedition (1902–1904) unter der Leitung von William Speirs Bruce beteiligt war.